# Herb powiatu radziejowskiego
Herb powiatu radziejowskiego – jeden z symboli powiatu radziejowskiego, ustanowiony 28 lutego 2002.

## Wygląd i symbolika
Herb przedstawia na tarczy w polu złotym pod wspólną koroną połulwa czarnego i połuorła czerwonego z mieczem w lewo skos – stalowym. Jest to nawiązanie do herbu Kujaw z nagrobka Kazimierza Jagiellończyka.